# Karl Theodor Vogel Preis

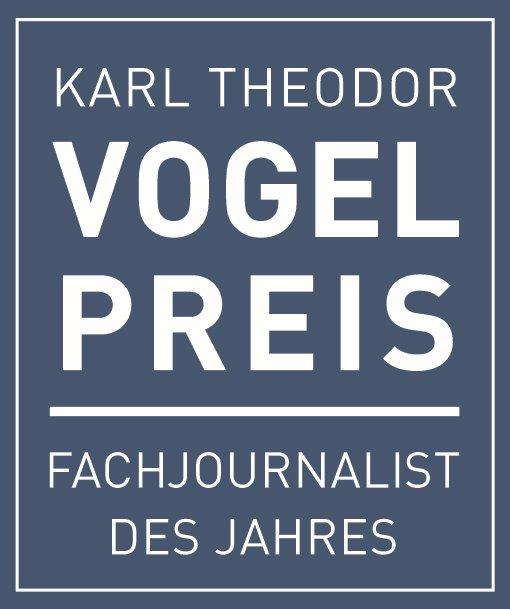
Logo des Karl Theodor Vogel Preises

Der „Karl Theodor Vogel Preis der Deutschen Fachpresse – Fachjournalist des Jahres“ ist eine Auszeichnung für Fachjournalisten im deutschsprachigen Raum. Der Preis wird seit 2005 von der Karl Theodor Vogel Stiftung in Kooperation mit dem Verband Deutsche Fachpresse verliehen und ehrt jährlich drei Fachjournalisten und deren Beiträge in Fachmedien. Von 2005 bis 2017 war der Preis mit 15.000 Euro dotiert: Der erste Platz wurde mit 7.500 Euro, der zweite mit 5.000 und der dritte mit 2.500 prämiert. Mit dem Preis sollen redaktionelle Qualität und fachjournalistische Leistungen unterstützt und so das Ansehen und die Interessen der deutschen Fachverlage gefördert werden. Die Stiftung wurde 1984 von Karl Theodor Vogel, einem ehemaligen Senior-Verleger der Vogel-Medien-Gruppe Würzburg, gegründet. Der Preis wird alljährlich auf der Abendveranstaltung des Kongresses der Deutschen Fachpresse verliehen, zunächst in Wiesbaden, dann in Essen und ab 2015 im Wechsel in Frankfurt und Berlin. Seit 2018 wird der Preis ausschließlich in Berlin verliehen.
Die zehnköpfige Jury setzt sich aus Chefredakteuren verschiedener Fachmedien und redaktionell Verantwortlichen diverser Fachverlage zusammen. Den Vorsitz führt
Lutz Frühbrodt, Stiftungsprofessor für „Fachjournalismus und Unternehmenskommunikation“ an der Hochschule für Angewandte Wissenschaften Würzburg-Schweinfurt.
Eingereicht werden können nur selbst geschriebene Textbeiträge (Print oder Online). Die Beiträge müssen im Jahr der Ausschreibung in deutscher Sprache in einem Fachmedium im D-A-CH-Raum veröffentlicht worden sein. Ausgeschlossen sind Beiträge aus Special-Interest-Titeln, Publikumszeitschriften, Tageszeitungen und Büchern. Die Deutsche Fachpresse liefert hier die Vorgabe zur Definition der Fachmedien.
Es können unterschiedliche Beitragsformen eingereicht werden: Bericht, Reportage, Essay, Unternehmens-/Personenporträt, Interview, Anwenderbericht, Marktanalyse, Kommentar/Glosse oder Feature.

## Die Preisträger
| Jahr | Platzierung | Autor                      | Beitrag                                                                                           | Fachmedium                               |
| ---- | ----------- | -------------------------- | ------------------------------------------------------------------------------------------------- | ---------------------------------------- |
| 2021 | 1. Platz    | Nina Drexelius             | Wie Cytotec in die Medien kam – und warum es Hebammen (auch) aus ganz anderen Gründen beschäftigt | Hebammenforum                            |
| 2021 | 2. Platz    | Nils Ballhausen            | Letzte Hilfe                                                                                      | Deutsches Architektenblatt               |
| 2021 | 3. Platz    | Cliff Lehnen               | Das Ende des Entweder-Oder                                                                        | Personalwirtschaft                       |
| 2020 | 1. Platz    | Gesa Harms                 | Stromtrassen: Was bringt das neue Gesetz?                                                         | top agrar                                |
| 2020 | 2. Platz    | Miriam Hebben              | Bei uns steht sie im Mittelpunkt                                                                  | Lebensmittel Zeitung                     |
| 2020 | 3. Platz    | Mathias Himberg            | Ziemlich gern gesehen                                                                             | Lebensmittel Zeitung                     |
| 2019 | 1. Platz    | Christoph Seyerlein        | Heute Palast, morgen Ballast?                                                                     | kfz-betrieb                              |
| 2019 | 2. Platz    | Nina Drexelius             | Die Saatbombe                                                                                     | Hebammenforum                            |
| 2019 | 3. Platz    | Roland Pimpl               | Liebes Tagebuch … 03.05.2035                                                                      | Horizont                                 |
| 2018 | 1. Platz    | Florian Bamberg            | Der 840-Milliarden-Wahnsinn                                                                       | Finance                                  |
| 2018 | 2. Platz    | Klaus Janke                | Die Entgrenzung des Automobils                                                                    | Absatzwirtschaft                         |
| 2018 | 3. Platz    | Fredericke Winkler         | Hautnah                                                                                           | TW_home                                  |
| 2017 | 1. Platz    | Julia Wadhawan             | Kein Wert für alle                                                                                | Absatzwirtschaft                         |
| 2017 | 2. Platz    | Anja Sturm                 | Im Körper eines Audi A7                                                                           | Horizont                                 |
| 2017 | 3. Platz    | Martin Jahrfeld            | Erst mal Danke                                                                                    | Handelsjournal                           |
| 2016 | 1. Platz    | Martin Schwarz             | Der Kodak-Moment                                                                                  | 4c Magazin                               |
| 2016 | 2. Platz    | Jelena Juric               | Mein Laden                                                                                        | Textilwirtschaft                         |
| 2016 | 3. Platz    | Melanie Swiatloch          | Gefahr aus der Pillendose                                                                         | Hightech & Innovation                    |
| 2015 | 1. Platz    | Iestyn Hartbrich           | Krankenakte einer Brücke                                                                          | VDI Nachrichten                          |
| 2015 | 2. Platz    | Christine Prußky           | Sagen Sie jetzt nichts                                                                            | duz Deutsche Universitätszeitung         |
| 2015 | 3. Platz    | Mehrdad Amirkhizi          | Die Legende von Bambi                                                                             | Horizont                                 |
| 2014 | 1. Platz    | Anja Kühner                | Wer antwortet, gewinnt                                                                            | BANKMAGAZIN                              |
| 2014 | 2. Platz    | Volker Votsmeier           | Brand im Casino                                                                                   | JUVE Rechtsmarkt                         |
| 2014 | 3. Platz    | Martin Mehringer           | Tumult um Tönnies                                                                                 | Lebensmittel Zeitung                     |
| 2013 | 1. Platz    | Matthias Schulze Steinmann | Es herrscht Goldgräberstimmung                                                                    | top agrar                                |
| 2013 | 2. Platz    | Ernst Hofacker             | Tropenholz-Report: der Wurm im edlen Holz                                                         | GuitarDreams                             |
| 2013 | 3. Platz    | Clemens Doriat             | Eine bohrende Frage                                                                               | Kunststoffe                              |
| 2012 | 1. Platz    | Alena Kunter               | Nie aufgeben                                                                                      | CNE.magazin                              |
| 2012 | 2. Platz    | Bettina Dornberg           | Denn sie sagen nicht, wer sie sind                                                                | Absatzwirtschaft                         |
| 2012 | 3. Platz    | Anja Hall                  | Fallen gelassen                                                                                   | JUVE Rechtsmarkt                         |
| 2011 | 1. Platz    | Mathieu Klos               | Standortvorteil                                                                                   | JUVE Rechtsmarkt                         |
| 2011 | 2. Platz    | Jan-Hendrik Mende          | Veränderte Verhältnisse                                                                           | Lebensmittel Zeitung                     |
| 2011 | 3. Platz    | Michael Ziesmann           | Zerreißprobe statt Wertschöpfung                                                                  | Absatzwirtschaft                         |
| 2010 | 1. Platz    | René Bender                | Im Zentrum der Macht                                                                              | JUVE Rechtsmarkt                         |
| 2010 | 2. Platz    | Nicolas Katzung            | Bewerter im Kulturkampf                                                                           | Immobilien Zeitung                       |
| 2010 | 3. Platz    | Clemens Doriat             | Farbige Bürsten in fliegenden Formen                                                              | Kunststoffe                              |
| 2009 | 1. Platz    | Tanja Podolski             | Die Prügelknaben                                                                                  | JUVE Rechtsmarkt                         |
| 2009 | 2. Platz    | Manfred Ruopp              | Juristisch korrekt – menschlich traurig                                                           | tm tankstellen markt                     |
| 2009 | 3. Platz    | Hildegard Moritz           | Agrarforschung im Abseits                                                                         | top agrar                                |
| 2008 | 1. Platz    | Jan-Hendrik Mende          | Knochenjob auf Zeit                                                                               | Lebensmittel Zeitung                     |
| 2008 | 2. Platz    | Wolfgang Bachmann          | Kulissenschieben                                                                                  | Baumeister – Zeitschrift für Architektur |
| 2008 | 3. Platz    | Meike Nohlen               | Perfektes Rollenspiel – Hinter den Kulissen der Hauptversammlung von CeWe Color                   | JUVE Rechtsmarkt                         |
| 2007 | 1. Platz    | Ralf Lenge                 | Asse des Ackers                                                                                   | top agrar                                |
| 2007 | 2. Platz    | Thorsten Garber            | Geschäfte im Hinterzimmer                                                                         | Absatzwirtschaft                         |
| 2007 | 3. Platz    | Antje Neumann              | Frankfurter Sechs-Tage-Rennen                                                                     | JUVE Rechtsmarkt                         |
| 2006 | 1. Platz    | Sybille Wilhelm            | Überschätzter Chip                                                                                | Der Handel                               |
| 2006 | 2. Platz    | Armin Scheuermann          | Zoff für Zinker                                                                                   | Pharma+Food                              |
| 2006 | 3. Platz    | Heidrun Krost              | Pfand-Visionen – Das große Geheimnis                                                              | Lebensmittel Zeitung                     |
| 2005 | 1. Platz    | Jörn Poppelbaum            | Flüchtige Bekannte                                                                                | JUVE Rechtsmarkt                         |
| 2005 | 2. Platz    | Fabienne Hübener           | Kinder sterben anders                                                                             | pädiatrie hautnah                        |
| 2005 | 3. Platz    | Heidrun Mittler            | Wir-AG                                                                                            | Lebensmittel Praxis                      |
| 2000 |             | Oliver Herwig              |                                                                                                   |                                          |